# Marie Weckerle
Marie Weckerle (* 4. Mai 2003) ist eine luxemburgische Tennisspielerin.

## Karriere
Weckerle spielt bislang hauptsächlich auf der ITF Women’s World Tennis Tour, wo sie bisher vier Titel im Doppel gewinnen konnte.
Für ihr erstes Turnier der WTA Tour erhielt sie für die Qualifikation zu den BGL BNP Paribas Luxembourg Open 2021 eine Wildcard, unterlag aber bereits in ihrem Erstrundenmatch gegen Cristina Bucșa mit 1:6 und 2:6.
2021 spielte sie für den saarländischen Verein TuS Neunkirchen in der Oberliga Damen.
2022 gab sie ihr Debüt in der Luxemburgischen Fed-Cup-Mannschaft, wo sie von ihren bislang fünf Einzeln eines gewinnen konnte. Im Mai 2023 konnte Weckerle ihren ersten Titel auf der ITF-Tour holen. Sie gewann im Doppel an der Seite von Gabriella Da Silva Fick den Titel von Monzón.

## Turniersiege

### Doppel
| Nr. | Datum          | Turnier             | Kategorie | Belag     | Partnerin               | Finalgegnerinnen                             | Ergebnis |
| --- | -------------- | ------------------- | --------- | --------- | ----------------------- | -------------------------------------------- | -------- |
| 1.  | 19. Mai 2023   | Monzón              | ITF W25   | Hartplatz | Gabriella Da Silva Fick | Laura Garcia Astudillo Georgina García Pérez | 6:2, 6:1 |
| 2.  | 15. Juli 2023  | Amstelveen          | ITF W60   | Sand      | Noma Noha Akugue        | Ayla Aksu Ena Kajević                        | 7:5, 6:3 |
| 3.  | 25. Mai 2024   | Estepona            | ITF W15   | Hartplatz | Jacqueline Cabaj Awad   | Gösäl Ainitdinowa Elina Nepli                | 6:4, 6:4 |
| 4.  | 12. April 2025 | Scharm asch-Schaich | ITF W15   | Hartplatz | Arlinda Rushiti         | Amelia Rajecki Ranah Akua Stoiber            | 6:2, 6:3 |